# 石塚英彦
石塚 英彦（いしづか ひでひこ、1962年〈昭和37年〉2月6日 - ）は、日本のお笑いタレント、グルメリポーター、俳優。お笑いコンビホンジャマカのボケ担当。相方は恵俊彰。愛称は、石ちゃん。
神奈川県横浜市保土ケ谷区出身。ワタナベエンターテインメント所属。

## 来歴

### デビューまで
横浜市立富士見台小学校、横浜市立岩井原中学校、横浜市立桜丘高等学校、関東学院大学経済学部卒業（大学では途中2年間の休学期間あり）。スポーツは中学時代に水泳、高校時代に柔道をやっていた。高校時代に自主制作映画の制作に参加。俳優を目指したきっかけは、映画『ロッキー』を観たことで、大学も演劇サークルがあるという理由で決めた。しかし、そのサークルは英語劇がメインだったため、自分の希望と違うと思い途方に暮れた後、大学を休学して20歳の時劇団ひまわりに入団し、基礎から2年間レッスンに専念。なお、現在の妻はこの劇団ひまわり在籍中に出会った同期生であり、石塚の食い気に惹かれて付いて来たとのこと。この当時、『お笑いスター誕生!!』に出演したこともある。また、いいとも青年隊のオーディションは1982年の初代のオーディションを含めて2回受けたが、いずれも落選している。

### ホンジャマカ結成
大学在籍中の1984年、当時渡辺プロダクション（現在のワタナベエンターテインメントの親会社）が立ち上げた若手お笑いタレントグループ「BIG THURSDAY（ビッグサースデー）」の第1期生として参加（同期には中山秀征がいる）。立花理佐の3rdシングル「キミはどんとくらい」のバックダンサーをしていた時期もある。11人体制でお笑いグループ「ホンジャマカ」のメンバーとしてデビュー。しかし、メンバーが次々と脱退して最終的には恵俊彰と2人だけになり、改めて恵とコンビ「ホンジャマカ」を結成。以来、お笑いライブやテレビ番組などを中心に活動している。
この頃、妻とは約9年の交際を経て、妻の父親の最大限のサポートもあって結婚。

### ソロでの活動
現在でも恵と組んでのホンジャマカ単独ライブを行うことはあるものの、1990年代末期からは石塚個人でのソロ活動が目立つようになった。特にグルメ番組への出演やテレビドラマへの出演が多い。

#### グルメリポーターとして
グルメリポーターになる転機となったのは1996年頃、相方の恵に単独での仕事が多く入るようになったその時、石塚にもある朝番組の豪邸訪問リポートの仕事が入り、最初は玄関や掛けてある絵画など装飾の方を褒めていたが、訪問先で食事が出され、石塚はその時が一番生き生きしていたと周囲が気付いたことだった。
1年のうちの約半分はグルメ番組のロケで日本全国を食べ歩いていて、これまでに色々な料理を食べてきた。グルメ番組ではただ料理を食べて感想を言うのではなく、ダジャレを交えながらリポートするという手法を取っている。石塚曰く「誉めることしか考えず、料理した人の情熱をしっかり楽しく伝える」という仕方を通しているとのこと。
テレビ東京の『元祖!でぶや』出演以来、グルメリポートで料理を頬張った後に「まいうー」（「美味い」の業界用語）と発言するのが定番。この言葉には「ありがとう」の思いを込めているとのこと。ロケで自分のキャラを貫き通して、普通じゃないことをやっているという姿勢は、石塚が慕っているという忌野清志郎の考えを表している。滅多に言わないが、「まいうー」の対義語として「ずいまー」（「不味い」の業界用語）も存在する。
大食いキャラクターであるが、あくまでキャラクターとしてであり、実際には大食いではない。石塚は“グルメショー”として、むしろ料理の見映え、作った人の気持ちの方に着目してリポートをしている。
これに関連して、1992年から2011年までTBSにて放送された『関口宏の東京フレンドパークII』では、最後のコーナー「ハイパーホッケー」において恵共々コスチューム姿で登場した際、食べ物が絡んだギャグを披露して恵にツッコまれることもあった。また、同番組では2010年3月まで視聴者プレゼントを発表した際に、毎回1つダジャレを披露するのが恒例だった。

## 人物
父は山形県庄内町出身。

### 特徴
デビュー当時は二枚目タイプで痩せていたが、後に大きく太り、デブタレントとして注目されるようになった。伊集院光や松村邦洋らとともに「デブタレ御三家」と呼ばれるようになり、さらに内山信二またはパパイヤ鈴木を加えて「デブタレ四天王」などと呼ばれている。体格の変化については、現在の妻と交際していた頃に彼女の手作り弁当を「弁当の量が多いと思いながらも完食し、さらに量が増加していき、結果的に太り始めた」というのが石塚の弁である。
グルメ番組やバラエティ番組に出演する際には、真冬の屋外であろうともタンクトップとオーバーオール（柄はホルスタイン柄や迷彩柄など様々）という姿が基本である。迷彩柄の時は「ちょっと悪キャラ」を演じる時だと語っている。
ビデオリサーチによる「テレビタレントイメージ」の好感度調査の上位に定着。2007年8月期の調査では、初めて男性タレント部門の1位になった。

### 芸風
他者を毒舌や暴力で攻撃して笑いを取る手法を嫌い、敢えてこれを排除した芸風を取り続けている。「他人の中傷で笑いを取るのはダメ。気持ちいいと思わない。頭をはたくようなことも嫌い」という趣旨の発言もしている。

### デブタレントとして
伊集院光、松村邦洋、内山信二らとともに「デブタレ四天王」と呼ばれている。
デブタレントが増えてきたことについて「動物園に例えるなら、象ばかり。デブタレントとは1つの番組に1人でいいと思っていたが、デブタレントにも1人1人に徐々に個性が出て来た」といったことを話している。

## 趣味・嗜好品

### 好きなもの
- 柏原芳恵の大ファンである[9][10]。
- 野球が大好きで、地元横浜DeNAベイスターズの大ファンである。
- 前述の通り、忌野清志郎が好きで、慕っているほどである[6]。
- ヤマハ・SR400を所有する。

### 苦手なもの
嫌いな食べ物はほとんどないが、ネギを苦手としている。ラーメンや蕎麦などの上に薬味で刻んだネギが少量乗っているだけでもテンションが下がる。そのため、料理にネギが使われている場合は「平静を装いながら、視聴者に分からないようにネギをカメラの死角へと隠し、料理を食べる」というテクニックを独自に習得している。

## 尊敬する人物
尊敬する人物に初代林家三平を挙げている。また、ウガンダ・トラも尊敬人物の1人に挙げているが、これは彼からデブタレントのあるべき姿を学んだことと、彼の「カレーライスは飲み物」という発言に感銘を受けたことによる。

## 出演
恵とのコンビでの出演はホンジャマカ#出演を参照。

### テレビ番組

#### 現在
- よじごじDays（2017年 - 、テレビ東京） - 月曜MC

不定期
- 世界一受けたい授業（2004年 - 出演中、日本テレビ） - 月に1回ほどの頻度で生徒パネラーとして出演。
- 水野真紀の魔法のレストラン（2011年5月 - 、毎日放送） - スペシャルグルメリポーターとして不定期出演。
- 静岡発そこ知り（2012年10月 - 、静岡放送） - 準レギュラー。
- 探偵!ナイトスクープ（朝日放送テレビ） - 顧問として出演。

#### 過去
- 森田一義アワー 笑っていいとも! （1995年10月 - 1996年3月、フジテレビ） - 森公美子、伊集院光らとともにデブカジ・パフォーマンスドールというユニットを組んで出演していた。
- モグモグGOMBO （1998年、日本テレビ）
- どうーなってるの?! → 噂のどーなってるの?! （1999年 - 2001年、フジテレビ） - 総合司会
- YOU&ME ふたり （1999年 - 2000年、NHK教育テレビ） - 司会。
- うなぎのぼり研究所（1999年 - 2001年、フジテレビ）
- debuya → 元祖!でぶや（2000年 - 2008年、テレビ東京）
- 汐留スタイル! → Click! （2003年 - 2005年、日本テレビ） - 水曜日の司会を担当。
- ぴったんこカン・カン（2003年 - 2021年 、TBS） - ぴったんこチーム解答者および「石塚グルメ」のコーナーを担当。いずれも隔週出演。
- 日曜ワイド 石ちゃんのダジャレ紀行（不定期放送、テレビ朝日）
- 脳内エステ IQサプリ（2004年 - 2009年、フジテレビ） - レギュラー解答者
- キズナ食堂（2009年 - 2010年、TBS） - 常連客として出演。
- 幸せの黄色い仔犬（2009年 - 2013年、中京テレビ） - 月に1回ほどの頻度で行われる「石塚幸せ観光社」および「石塚グルメ番長」のコーナーを担当。
- 登龍門 ホルスの好奇心（2009年 - 2010年、フジテレビ） - 司会を担当。
- 火曜エンタテイメント! 検索!まつだいら軒（2010年6月15日、テレビ東京） - リポーターを担当。
- TV・局中法度! （2012年10月 - 2013年3月、テレビ神奈川・千葉テレビ・テレビ埼玉・サンテレビ） - 近藤勇役で出演。
- 火曜サプライズ（2012年10月 - 2021年3月）- 「食いしんBOYS」などのコーナーを担当。スタジオにも出演。
- 石ちゃん&振分親方のご当地グルメとりわけ旅（2014年2月より不定期放送、テレビ朝日）
- 欽ちゃん&石ちゃんのおねだりグルメ旅（2016年、テレビ朝日）
- もしもツアーズ（2017年4月15日、フジテレビ）
- 石ちゃん&美女軍団ツアー（日本テレビ）
- メレンゲの気持ち（2000年 - 2021年3月、日本テレビ） - 「通りの達人」のコーナーを担当。

### テレビドラマ
- 胸キュン刑事（1987年、テレビ朝日）
- 銀河テレビ小説（NHK）
  - しあわせ志願（1988年） - 相沢 役
- ウッチャンナンチャンのコンビニエンス物語（1990年、テレビ東京）
- 南くんの恋人 第2作目（1994年、テレビ朝日） - 榎本先生 役
- 月曜ドラマ・イン 最高の恋人（1995年、テレビ朝日） - 榎本日出男 役
- 終らない夏（1995年、日本テレビ）
- イグアナの娘（1996年、テレビ朝日）- 青島リカ、青島マミのバイト先の店長 役
- 銀狼怪奇ファイル（1996年、日本テレビ） - 水島明 役
- 透明人間（1996年、日本テレビ） - 大川紀夫 役
- 踊る大捜査線 第8話（1997年2月25日、フジテレビ） ‐ 久保田稔 役
- 花王 愛の劇場 さしすせそ!? （1997年、TBS）
- あぐり 第31話　(1997年、NHK)  - 列車の男（韋駄天の銀次） 役
- 月曜ドラマ・イン おそるべしっっ!!!音無可憐さん 第8話（1998年3月2日、テレビ朝日）
- 可愛いだけじゃダメかしら?（1999年、テレビ朝日） - 永田トオル 役
- もう呼ぶな、海! （1999年、札幌テレビ）
- 平成夫婦茶碗 〜ドケチの花道〜（2000年、日本テレビ） - 西土居一彦 役
  - shin-D 平成夫婦茶碗外伝「成田家の人々」（2000年）
  - 続・平成夫婦茶碗（2002年）
- お前の諭吉が泣いている（2001年、テレビ朝日） - 鈴木貫太郎 役
- ナショナル劇場 こちら第三社会部（2001年、TBS） - 秋田大 役
- 連続ドラマ 恋セヨ乙女（2002年、NHK） - 大沢慎太郎 役
  - よるドラ もっと恋セヨ乙女（2004年）
- おとうさん（2002年、TBS） - 大場和男 役
- ファンタズマ〜呪いの館〜（2004年、テレビ東京）
- 火曜ドラマゴールド マイ☆スイートホーム 〜夢野大吉・夢を売ります〜（2007年1月23日、日本テレビ）
- まるまるちびまる子ちゃん（2007年12月13日、フジテレビ） - 焼き芋屋のおじさん 役
- 内田康夫サスペンス・福原警部シリーズ（土曜ワイド劇場、テレビ朝日） - 主演・福原太一 役
  - 内田康夫サスペンス・福原警部（2009年6月6日）
  - 内田康夫サスペンス・福原警部 2 （2010年6月5日）
  - 内田康夫サスペンス・福原警部 3 （2011年4月23日）
  - 内田康夫サスペンス・福原警部 4 （2012年4月14日）
  - 内田康夫サスペンス・福原警部 5 （2014年9月20日）
- デカワンコ（2011年、日本テレビ） - 和田純 役
- リバウンド（2011年、日本テレビ） - 大場睦巳 役
- 刑事110キロ（2013年、テレビ朝日） - 主演・花沢太郎 役
  - 刑事110キロ 第2シリーズ（2014年）
- 水曜ミステリー9（テレビ東京） 
  - レアケース 生活保護課の殺人事件簿（2014年3月5日） - 主演・石坂登志男 役
  - 負け組法律事務所〜沈黙する証人〜（2015年1月28日） - 主演・深町代言 役
- 月曜名作劇場 「あんみつ検事の捜査ファイル」（2016年 ‐ ） - 石橋大輔 役
- 行列の女神〜らーめん才遊記〜（2020年4月20日 - 6月8日、テレビ東京）- 有栖涼 役

### ラジオ番組
- 石ちゃん音楽堂（2012年7月4日 - 8月31日、ニッポン放送）
- 柏木由紀のYUKIRIN TIME （2012年10月6日 - 、TOKYO FM） - 1コーナー「石ちゃんのまいう〜市場」に出演。
- 土曜ワイドラジオTOKYO ナイツのちゃきちゃき大放送（2016年1月、2017年1月28日） - TBSラジオ

### CM
- トヨタ自動車 ビスタ(1998年) - 勝俣州和と共演
- 日本ケンタッキーフライドチキン
  - ミニドッグ（ピザハット）
- 地震保険普及拡大キャンペーン（2001年・2002年、日本損害保険協会）
- モナ王（ロッテ）
- キリンビール
- au （KDDI）
- 本つゆ（キッコーマン）
- 三共 → 第一三共ヘルスケア
  - 新三共胃腸薬、新三共胃腸薬プラス→第一三共胃腸薬プラス - 読売新聞朝刊の4コマ漫画『コボちゃん』の下に「石ちゃんのつぶやき」を広告扱いで不定期で掲載中。キャッチコピーは「人生、おいしく」。
  - リゲイン「リジャパン 勇気のしるし」編
- プッチンプリン（グリコ乳業）
- サッポロ一番みそラーメン（サンヨー食品）
- サカゼン（坂善商事） - 大型サイズの紳士服を取り扱っている店。石塚が普段着用している衣類はここの商品である。
- マッタリ〜ナ → ホッコリ〜ナ → OKINAWA あの人も行っている（2006年、ANA）
  - 石塚さん篇
  - あの人も行っている篇
- サッポロうまい生（2007年、サッポロビール） - 第三のビール。架空の政党「うまい党」の党首に扮して出演。なお、うまい党結党式の日は石塚の45回目の誕生日でもあった。
- 車買取・車査定のラビット（カークエスト）
- ネスカフェ エクセラ（ネスレ）「エクセラで、ラテ!・medium編」（2011年） - イモトアヤコと共演。
- セブン&アイ・ホールディングス 「セブン&アイ レッツ！おでかけフェア」（2012年） -  芦田愛菜と共演。
- 秀光ビルド - 小池花瑠奈と共演。
- 64大相撲（ボトムアップ）

### 映画
- バースデイプレゼント（1995年）-主人公・正吉の同僚
- ファットマンブラザーズ〜百貫探偵〜（1995年） - 渡部亨役
- 恋と花火と観覧車（1997年） - 税理士A役
- 劇場版 NARUTO -ナルト- 大活劇!雪姫忍法帖だってばよ!! （2004年） - 風花早雪役（声）
- 20世紀少年
  - 第1章 終わりの始まり（2008年） - マルオ（丸尾道浩）役
  - 第2章 最後の希望（2009年） - マルオ（丸尾道浩）役
  - 最終章 ぼくらの旗（2009年） - マルオ（丸尾道浩）役
- もし高校野球の女子マネージャーがドラッカーの『マネジメント』を読んだら（2011年） - 書店主・保谷役
- 綱引いちゃった!（2012年）

### 吹き替え
- スチュアート・リトル（2000年） - モンティ役
- モンスターズ・インク（2002年） - ジェームズ・P・サリバン(サリー)役
- モンスターズ・ユニバーシティ（2013年） - ジェームズ・P・サリバン(サリー)役
- スチュアート・リトル3 森の仲間と大冒険 （2006年） - モンティ役
- オープン・シーズン（2006年） - ブーグ役

### ゲーム
- TIZ -Tokyo Insect Zoo- （1996年、ゼネラル・エンタテイメント） - ブル 役（声）
- 今夜も千両箱!!（1999年、PlayStation） - 本人 役
- 石ちゃんのグルメパニック（2008年、ホープ）[12]
- キングダム ハーツIII（2019年1月25日、PlayStation 4、Xbox One） - サリー 役（声）

### その他
- ポンキッキーズ（ジェームズ・P・サリバン）
- モンスターズ・インク“ライド&ゴーシーク!”（ジェームズ・P・サリバン）
- クラブ・モンスターズ・インク“笑いってクール!”（ジェームズ・P・サリバン）

## 出版

### 書籍
- デブラー宣言! （1998年5月、実業之日本社、ISBN 4-408-13359-0）
- 通りの達人 The man who loves streets （2003年8月、石塚英彦とメレンゲの気持ち 編、日本テレビ放送網、ISBN 4-8203-9854-7）

### CD
- 「あの素晴しい愛をもう一度」 FATMAN BROTHERS（伊集院光、石塚英彦、田口浩正） パイオニアLDC、1995年3月22日
- 「FATMAN BROTHERS」FATMAN BROTHERS（伊集院光、石塚英彦、田口浩正） パイオニアLDC、1995年4月26日
- 「笑っているよ」 tearbridge records、2010年2月17日
- 「ロケット」 avex entertainment、2014年2月5日